# Pediculose da cabeça
Infestação por piolhos na cabeça (também conhecido como pediculose capitis, lêndeas) é a infecção dos cabelos e do couro cabeludo pelo piolho da cabeça (Pediculus humanus capitis). A coceira proveniente das picadas dos piolhos é comum. Durante a primeira infecção, a coceira pode não se desenvolver por até seis semanas. Se uma pessoa é infectada novamente, os sintomas podem aparecer muito mais rapidamente. A coceira pode causar problemas com o sono. Geralmente, no entanto, não é uma condição séria. Enquanto os piolhos da cabeça parecem espalhar outras doenças na África, eles não aparecem para fazer isso na Europa ou América do Norte.
Os piolhos da cabeça são disseminados pelo contato direto com o cabelo de alguém que está infectado. As causas da infestação por piolho da cabeças não são relacionadas com a limpeza. Outros animais, tais como cães e gatos, não desempenham um papel na transmissão. Os piolhos se alimentam apenas de sangue humano e são capazes de sobreviver apenas nos cabelos da cabeça humana. Quando adultos, eles possuem cerca de 2 a 3 mm de comprimento. Quando não se encontram ligados a um ser humano, eles são incapazes de viver para além de três dias. Seres humanos também podem se tornar infectados com outros dois piolhos – o piolho do corpo e o piolho da púbis. Para fazer o diagnóstico, piolhos vivos devem ser encontrados. Usar um pente pode ajudar com a detecção. Cascas de ovos vazias (conhecidas como lêndeas) não são suficientes para o diagnóstico.
Possíveis tratamentos incluem: pentear o cabelo com frequência com um pente de dentes finos ou raspar a cabeça completamente. Diversos medicamentos de uso local também são eficazes, incluindo malation, ivermectina, e dimeticona. Dimeticona, que é um óleo de silicone, muitas vezes é preferível devido ao baixo risco de efeitos colaterais. Piretroides como a permetrina têm sido comumente utilizados; no entanto, tornaram-se menos eficaz devido ao aumento da resistência aos pesticidas. Há pouca evidência para medicinas alternativas.
Infestações por piolhos de cabeça são comuns, especialmente em crianças. Na Europa, eles infectam entre 1 e 20% de diferentes grupos de pessoas. Nos Estados Unidos, entre 6 e 12 milhões de crianças são infectadas por ano. Elas ocorrem com mais frequência em meninas do que meninos. Tem sido sugerido que, historicamente, a infecção por piolhos da cabeça foram benéficas, já que elas protegem contra o piolho mais danoso que se instala no corpo. Infestações podem causar a estigmatização do indivíduo infectado.

## Sinais e sintomas

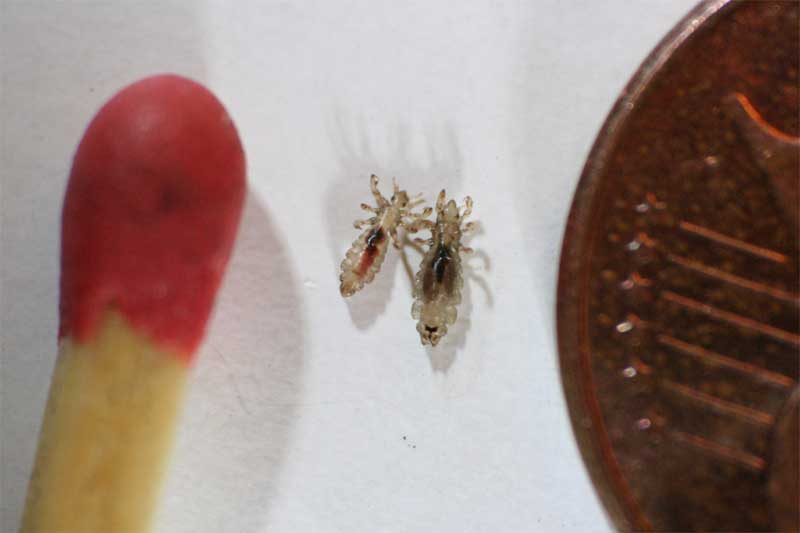
Macho adulto (esquerda) e fêmea (direita)

Os piolhos da cabeça são geralmente desconfortáveis, mas, tipicamente, não constituem uma condição séria. O sintoma mais comum é a coceira da cabeça, que normalmente piora 3 a 4 semanas após a primeira infestação.[carece de fontes?] A reação às mordidas é muito leve, e pode ser vista raramente entre os cabelos. Picadas podem ser vistas especialmente no pescoço de pessoas de cabelos compridos quando o cabelo é empurrado para o lado. Inchaço dos linfonodos e febre são raros. Coceira pode causar lesão da pele e pouco comumente resultar em uma infecção bacteriana.
Na Etiópia, os piolhos da cabeça parecem ser capazes de disseminar a epidemia por tifo e a Bartonella quintana. Na Europa, os piolhos não parecem ser vetores dessas infecções.

## Causas
Piolho da cabeça geralmente se dissemina através do contato direto de uma cabeça com outra de uma pessoa infectada. A transmissão através da roupa ou roupas de cama é muito menos comum. A causa da infestação de piolhos não está relacionada com a higiene. Nem o tamanho do cabelo, nem com que frequência ele é escovado afetam o risco de infecção.
Os piolhos de corpo são disseminados através do contato direto com o corpo, roupas ou outros itens pessoais de uma pessoa que já carrega os piolhos em seu corpo. Os piolhos pubianos são mais frequentemente transmitidos por contato íntimo com uma pessoa infestada. Os piolhos da cabeça se instalam na cabeça, piolho do corpo nas roupas, e os piolhos pubianos, principalmente, sobre o cabelo perto da virilha. Os piolhos não se inserem na pele.

## Diagnóstico

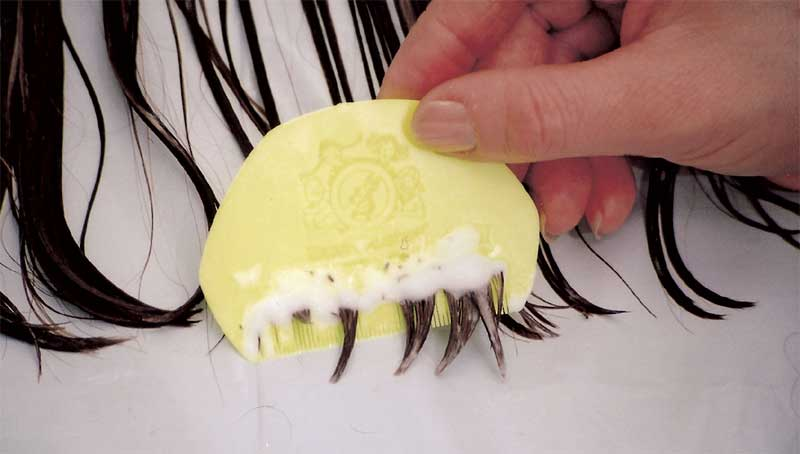
Pente para piolhos sendo usado com condicionador para diagnóstico e tratamento. Os piolhos podem ser vistos na espuma.

A condição é diagnosticada ao se encontrar piolhos no cabelo. Encontrar ovos vazios não é suficiente. Isto é mais fácil usando uma lupa ou passando um pente para piolho pela cabeça da criança. Em casos de dúvidas, a criança pode ser encaminhada para um profissional de saúde. No entanto, a condição é diagnosticada em excesso, com infestações já curadas sendo confundidas com as ativas. Como resultado, o tratamento contra piolhos é mais frequentemente utilizado crianças não infestadas do que nas infestadas. O uso de um pente para piolho é a maneira mais eficaz para detectar piolhos vivos. Em ambos os métodos, atenção especial deve ser dada para a área perto das orelhas e a nuca. O uso de uma lupa para examinar o material coletado entre os dentes do pente poderia evitar erros de diagnóstico.
A presença de lêndeas por si só, no entanto, não é um indicador preciso de uma infestação ativa  por piolho. Geralmente, lêndeas brancas são ovos vazios, enquanto lêndeas marrons podem ainda conter larva viável do piolho. Uma maneira de caracterizar a lêndea é apertá-la entre duas unhas, que provoca um som de estouro no rompimento do ovo. Crianças com lêndeas em seus cabelos têm um 35-40% de chance de também estar infestadas com piolhos vivos e ovos. Se os piolhos são detectados, toda a família precisa ser verificada (especialmente crianças até a idade de 13 anos), com um pente para piolho e somente aqueles que estão infestados com piolhos vivos devem ser tratados. Desde que não sejam encontrados piolhos vivos, a criança deve ser considerada livre de infestação de piolho da cabeça. Assim, uma criança deve ser tratada com um medicamento apenas quando os piolhos vivos forem detectados em seus cabelos (não porque ele/ela tem ovos de piolho/lêndeas no cabelo e não porque o couro cabeludo coça).

## Prevenção

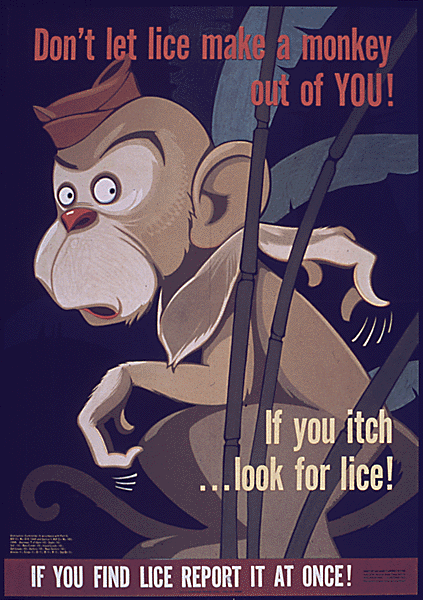
Cartaz da Segunda Guerra mundial dos EUA, criado para evitar surtos de pediculose entre os militares.

Exame da cabeça da criança em intervalos regulares usando um pente contra piolho permite o diagnóstico da infestação de piolho em um estágio inicial. O diagnóstico precoce torna o tratamento mais fácil e reduz a possibilidade de infestar outros. Em épocas e regiões onde infestações de piolho são comuns, exames semanais das crianças, especialmente aquelas entre 4 e 15 anos de idade, realizados por seus pais auxiliam no controle. Exames adicionais são necessários se a criança entrou em contato com pessoas infectadas, se a criança frequentemente coça sua cabeça, ou se lêndeas aparecem de repente no cabelo da criança. Manter o cabelo comprido amarrado pode ser útil na prevenção de infestações por piolhos.
Roupas, toalhas, roupas de cama, pentes e escovas que tenham entrado em contato com alguém infectado podem ser desinfetados tanto ao deixá-los ao ar livre por pelo menos duas semanas ou ao lavá-los a 60 °C por 30 minutos. Isso é feito, pois o piolho adulto sobrevive apenas por um ou dois dias sem se alimentar com sangue e é bastante dependente do calor humano. Uma desinfecção da casa e dos imóveis não é necessária.

## Tratamento
Existem diversos tratamentos eficazes para piolho da cabeça. Dentre os métodos, estão incluídos pentear, raspar os cabelos, cremes medicinais e ar quente. Cremes medicinais geralmente requerem dois tratamentos com intervalo de uma semana entre si. Infecção por piolho não é uma justificativa para deixar as crianças em casa afastadas da escola, já que o risco de disseminação é baixo.

### Medidas mecânicas
Raspar a cabeça pode efetivamente tratar piolhos. Usar um pente em cabelo molhado algumas vezes por dia por algumas semanas pode também eliminar a infestação na metade dos casos. Isto requer o uso de um pente especial para piolhos com dentes extra-finos. Este é o método recomendado para crianças e mulheres grávidas.
Outro tratamento é o uso de ar aquecido aplicado por um secador de cabelo.

### Medicamentos
Existem muitos medicamentos que podem matar piolhos. Dimeticona possui entre 70 e 97% de eficácia com um baixo índice de efeitos colaterais e, portanto, é visto como o tratamento preferencial. Ele funciona através de meios físicos e não há nenhuma evidência de resistência aos pesticidas. Ivermectina é cerca de 80% eficaz, mas pode causar irritação local da pele. Malation tem uma eficácia em torno de 90%, mas há a possibilidade de toxicidade. Piretroides como a permetrina, apesar de serem comumente usados, têm índices mais baixos de eficácia devido à resistência entre os piolhos. A eficácia varia de 10 a 80%, dependendo da população estudada. Medicamentos misturados em loções parecem funcionar melhor do que aqueles misturados em shampoo. Álcool benzílico parece eficaz, mas não está claro se ele é melhor do que o tratamento padrão.

### Medicina alternativa
Óleo de melaleuca tem sido promovido como um tratamento para os piolhos da cabeça; no entanto, não há evidência clara da sua eficácia. Uma revisão do tratamento para piolho da cabeça de 2012 recomendou não usar o óleo de melaleuca em crianças, pois pode causar irritação da pele ou reações alérgicas, devido a contra-indicações, e devido a uma falta de conhecimento sobre a segurança e eficácia do óleo. Outros remédios caseiros, como colocar o vinagre, álcool isopropílico, azeite, maionese ou manteiga derretida em uma touca de banho, têm sido desaprovados. O CDC afirma que a natação não tem nenhum efeito sobre os piolhos e pode diminuir a eficácia de alguns tratamentos.

### Meio ambiente
Após o tratamento, as pessoas geralmente são instruídas a lavar toda a roupa de cama e aspirar os locais por onde o piolho pode ter passado, como assentos de carro, capuzes de casacos e sofás, mas isso não é sempre necessário, já que um piolho adulto vai morrer dentro de 2 dias sem se alimentar com sangue, e piolhos mais novos morrem alguns minutos após eclodirem de seus ovos. Pentes e escovas podem ser limpos dos piolhos com uso de água fervente por 5 a 10 minutos. Os itens também podem ser congelados por 24 horas, bem abaixo do ponto de congelamento da água, para assegurar que cristais de gelo se formem dentro das células de piolhos.

## Epidemiologia

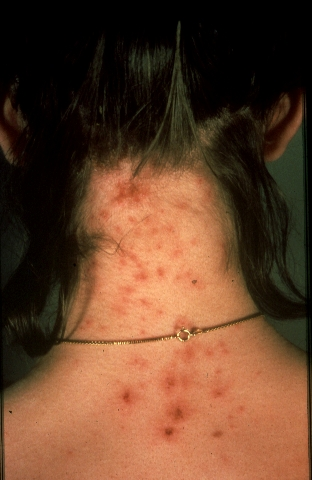
Uma imagem de uma mulher com Pediculose na Cabeça

O número de casos humanos infestação de piolho (ou pediculose) tem aumentado em todo o mundo desde meados da década de 1960, chegando a centenas de milhões de pessoas anualmente. É estimado que entre 1 e 20% de grupos específicos na Europa estão infectados.
Apesar de melhorias no tratamento médico e na prevenção das doenças humanas durante o século XX, a infestação por piolho de cabeça continua teimosamente prevalente. Em 1997, 80% das escolas americanas de ensino fundamental relataram pelo menos um surto de piolhos. Infestação de piolhos durante esse mesmo período foi mais prevalente do que catapora.
Cerca de 6 a 12 milhões de crianças com idades entre 3 e 11 são tratados anualmente por piolhos de cabeça só nos Estados Unidos. Altos níveis de infestação de piolho também foram relatados de todo o mundo, incluindo Israel, Dinamarca, Suécia, Reino Unido, França e Austrália.
O número de filhos por família, a partilha de camas e armários, hábitos de lavagem do cabelo, costumes locais e contatos sociais, cuidados de saúde em uma determinada área (por exemplo, escola), e o status socioeconômico foram vistos como fatores determinantes na infestação por piolho da cabeça.[carece de fontes?] Crianças entre 4 e 13 anos de idade são os grupos mais frequentemente infestados. Nos EUA, crianças afro-americanas têm índices mais baixos de infestação.
O Serviço Nacional de Saúde do Reino Unido[carece de fontes?] e muitas agências americanas de saúde registram que os piolhos "preferem" cabelos limpos, porque é mais fácil para anexar ovos e apegar-se aos fios; no entanto, isso é muitas vezes contestado.
Infestação por piolhos da cabeça (Pediculus humanus capitis) é mais freqüente em crianças de 3 a 10 e suas famílias. Mulheres são infectadas por piolhos da cabeça duas vezes mais frequentemente que os homens e a infestação de pessoas afro-caribenhas, ou de outros afrodescendentes é rara por causa da consistência do cabelo. Apesar disso, estas crianças podem ter lêndeas que eclodem e os piolhos podem ser transferidos pelo contato com a cabeça de outras crianças.

## Sociedade e cultura
- To a Louse (on a lady's bonnet). Talvez a mais conhecida referência cultural para pediculose capitis, aparecendo em um conhecido poema de Robert Burns.

## Outros animais
Infestação de piolhos em geral é conhecida como pediculose e ocorre em muitos mamíferos e espécies de aves. Eles não são o mesmo organismo que causa infestações por piolhos em seres humanos.